# Rhopalus tigrinus
Rhopalus tigrinus är en insektsart som beskrevs av Friedrich von Schilling 1929. Rhopalus tigrinus ingår i släktet Rhopalus och familjen smalkantskinnbaggar. Inga underarter finns listade i Catalogue of Life.